# Rimbaud le fils
Rimbaud le fils est un livre de Pierre Michon, paru chez Gallimard en 1991, l'année du centenaire de la mort du poète Arthur Rimbaud.
Il se présente sous l'aspect d'une « fiction critique » sur la trajectoire existentielle et littéraire du jeune Rimbaud. Selon Michon, Rimbaud a produit l'œuvre qu'il a produite en partie du fait de ses rapports avec sa mère Vitalie (déterminés par l'absence de son père Frédéric).

## Éditions

### Éditions en français
- Pierre Michon, Rimbaud le fils, Paris, Gallimard, coll. « L'Un et l'Autre », 1991, 119 p. (ISBN 2-07-071740-2)
- Pierre Michon, Rimbaud le fils, Paris, Gallimard, coll. « Folio » (no 2522), 1993, 109 p. (ISBN 2-07-038808-5)

### Éditions dans d'autres langues
- (et) Pierre Michon (trad. Leena Tomasberg), Rimbaud le fils [« Rimbaud, poeg »], Tallinn, Kultuurileht, coll. « Loomingu raamatukogu », 2024, 72 p. (ISBN 9789916755167)
- (es) Pierre Michon (trad. María Teresa Gallego Urrutia), Rimbaud le fils [« Rimbaud el hijo »], Barcelone, Anagrama, coll. « Panorama de narrativas » (no 480), 2001, 115 p. (ISBN 84-339-6940-4)
- (it) Pierre Michon (trad. Maurizio Ferrara), Rimbaud le fils [« Rimbaud il figlio »], Reggio Emilia, Mavida, 2005, 104 p. (ISBN 88-368-0940-5)
- (de) Pierre Michon (trad. Anne Weber), Rimbaud le fils [« Rimbaud der Sohn »], Francfort, Suhrkamp, coll. « Bibliothek Suhrkamp » (no 1437), 2008, 115 p. (ISBN 978-3-518-22437-3)
- (en) Pierre Michon (trad. Jody Gladding et Elizabeth Deshays), Rimbaud le fils [« Rimbaud the Son »], New Haven, Yale University Press, 2013, 79 p. (ISBN 978-0-300-17265-2, lire en ligne)